# Riosucio (Chocó)
Riosucio é um município da Colômbia, localizado no departamento de Chocó.